# Opération Fast and Furious
Pour les articles homonymes, voir The Fast and the Furious.

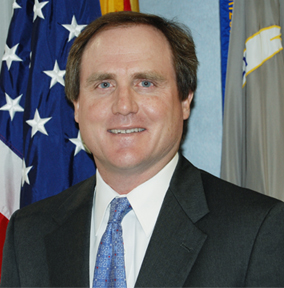
, procureur général de l'Arizona, qui a dû démissionner en août 2011, avec le dirigeant du Bureau of Alcohol, Tobacco, Firearms and Explosives, à la suite du scandale déclenché par l'opération.

L'opération Fast and Furious, du nom du film de 2001, est une opération d'infiltration menée  par la CIA entre 2009 et 2010, en Arizona et au Mexique, par le Bureau of Alcohol, Tobacco, Firearms and Explosives (ATF) des États-Unis dans le cadre du Project Gunrunner.

## Objectif
Elle visait à capturer les principaux trafiquants d'armes transférant des armes légalement achetées, par des hommes de paille, des États-Unis vers le Mexique, lequel est embourbé dans une guerre contre le trafic de stupéfiants. L'opération visait en particulier le cartel de Sinaloa.
Elle fut révélée au public — le Mexique apprenant son existence du même coup — fin janvier 2011, lorsque le procureur général de l'Arizona, Dennis K. Burke (en), annonça que 20 personnes étaient accusées de trafic d'armes inter-frontalier, portant sur des centaines d'armes, de septembre 2009 à décembre 2010. L'opération fit cependant l'objet d'une enquête parlementaire, l'ATF étant accusé d'avoir laissé faire ce trafic, ce qui coûta finalement son poste au procureur ainsi qu'au dirigeant de l'ATF.

## Enquête parlementaire
En principe, les agents de l'ATF devaient laisser les intermédiaires acheter les armes, afin d'arrêter les commanditaires des achats. Fin 2010, l'opération fut interrompue, à la suite de la mort d'un douanier, l'agent Brian Terry du United States Border Patrol, tué à Rio Rico (comté de Santa Cruz, dans l'Arizona) le 14 décembre 2010. On découvrit auprès de son corps des armes dont l'achat avait été connu des agents de l'ATF. Cela déclencha une enquête parlementaire, dirigée par Darrell Issa, secrétaire général du United States House Committee on Oversight and Government Reform (en), qui établit que l'ATF permit ainsi à plus de 2 500 armes à feu de transiter illégalement vers le Mexique. Seulement 600 de ces armes ont depuis été récupérées. L'enquête établit que les agents de l'ATF recevaient des ordres de leur hiérarchie afin de ne pas saisir les armes achetées.
Outre l'assassinat de B. Terry, certaines de ces armes, comprenant des fusils d'assaut, ont servi à d'autres actes criminels, dont des tirs contre un hélicoptère de l'armée mexicaine, ou, s'agissant de deux AK-47, dans le cadre de l'enlèvement suivi d'assassinat, par le cartel de Sinaloa et en octobre 2010, de l'avocat Mario González Rodríguez. Ce dernier était le frère de l'ex-procureur général du Chihuahua, Patricia González Rodríguez. Dans une vidéo filmée lors de sa détention, accompagnée de torture, l'avocat déclarait qu'il agissait en tant qu'intermédiaire entre le cartel de Juárez et le bureau du procureur, accusant également sa sœur de protéger ce dernier et d'avoir commandité plusieurs meurtres,. Les autorités mexicaines n'ont été averties qu'à l'été 2011 de l'origine des armes utilisées dans cet enlèvement.
Selon le porte-parole de la Maison-Blanche, Jay Carney, le président Obama n'avait pas connaissance de cette opération.
L'affaire a coûté leurs postes, en août 2011, au dirigeant de l'ATF, Kenneth E. Melson, ainsi qu'au procureur général de l'Arizona, Dennis K. Burke (en).
Lors de l'arrestation de Joaquín « El Chapo » Guzmán le 8 janvier 2016, les autorités mexicaines découvrent un fusil anti-matériel de précision calibre 12,7 × 99 mm OTAN, qui après vérification du numéro de série, s'avère appartenir à l'opération Fast and Furious et servait aux gardes du corps d'El Chapo à surveiller l'approche d'hélicoptères. D'autres armes retrouvées sur place sont alors en cours d'investigation afin de déterminer si leur origine provient du programme de l'ATF.